# Andrea Koevska

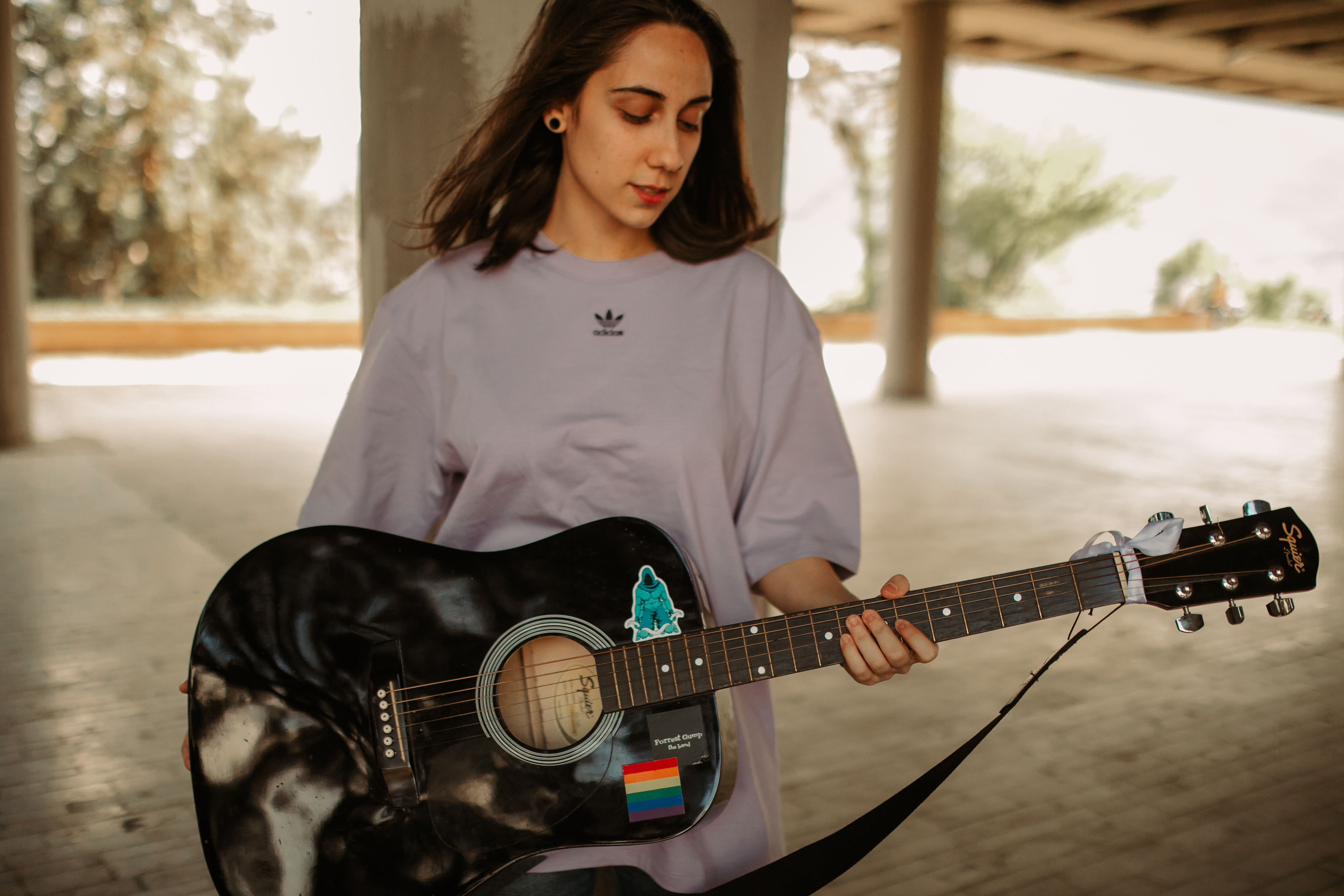
Andrea Koevska, 2021

Andrea Koevska (mazedonisch: Андреа Коевска; * 14. Februar 2000 in Skopje), auch bekannt nur unter ihrem Vornamen Andrea, ist eine nordmazedonische Sängerin. Sie vertrat Nordmazedonien beim Eurovision Song Contest 2022 in Turin mit ihrem Lied Circles.

## Leben und Karriere
Andrea Koevska wurde in Skopje geboren, zog jedoch mit fünf Jahren für ein Jahr mit ihren Eltern (einer Ärztin und einem Professor für Recht) nach Harlem, wo sie ihre Liebe für Musik entdeckte. Besonders unterstützt in ihrer Leidenschaft für Musik wurde sie von ihrem Großvater, der jedoch starb, als sie neun Jahre alt war.
Weil Andrea Videos von sich beim Singen im Internet postete, wurde der Produzent Aleksandar Masevski auf sie aufmerksam und arbeitet seitdem mit ihr zusammen. Er motivierte sie auch dazu, sich an der Musikfakultät Skopjes einzuschreiben. Ihre Debütsingle I Know wurde 2020 veröffentlicht, es folgten mehrere weitere Singles.
Im Januar 2022 wurde bekanntgegeben, dass Andrea eine der sechs Teilnehmer des nordmazedonischen Vorentscheids für den Eurovision Song Contest 2022, Za Evrosong, sein würde. Im Finale am 4. Februar 2022 endete sie mit Viktor Apostolovski punktgleich auf dem ersten Platz. Da sie von der Jury mehr Punkte erhalten hatte, wurde ihr schließlich der Sieg zugesprochen. Somit vertrat Andrea Nordmazedonien mit ihrem Lied Circles beim Eurovision Song Contest 2022 in Turin. Nach ihrer Teilnahme beim zweiten Halbfinale konnte sie sich jedoch nicht für das Finale qualifizieren.

## Diskografie
Singles
- 2020: I Know
- 2020: I Don’t Know Your Name
- 2021: Talk to Me
- 2021: Choose My Way
- 2021: Heartbreak
- 2021: Bettin on You
- 2022: Circles